# Las Bahamas
Las Bahamas es una localidad argentina del partido de Ramallo, provincia de Buenos Aires. Con nombre, basado en las islas Bahamas.

## Población
Cuenta con 31 habitantes (Indec, 2010), lo que representa un incremento del 29% frente a los 24 habitantes (Indec, 2001) del censo anterior.
| Gráfica de evolución demográfica de Las Bahamas entre 1991 y 2010 |
|                                                                   |
| Fuente: Censos nacionales del INDEC                               |

- Datos: Q5970238